# Mansalay
Mansalay is een gemeente in de Filipijnse provincie Oriental Mindoro op het eiland Mindoro. Bij de laatste census in 2007 had de gemeente bijna 44 duizend inwoners.

## Geografie

### Bestuurlijke indeling
Mansalay is onderverdeeld in de volgende 17 barangays:
| - B. Del Mundo - Balugo - Bonbon - Budburan - Cabalwa - Don Pedro - Maliwanag - Manaul - Panaytayan | - Poblacion - Roma - Santa Brigida - Santa Maria - Villa Celestial - Wasig - Santa Teresita - Waygan |

## Demografie
Mansalay had bij de census van 2007 een inwoneraantal van 43.974 mensen. Dit zijn 4.933 mensen (12,6%) meer dan bij de vorige census van 2000. De gemiddelde jaarlijkse groei komt daarmee uit op 1,65%, hetgeen lager is dan het landelijk jaarlijks gemiddelde over deze periode (2,04%). Vergeleken met de census van 1995 is het aantal mensen met 14.209 (47,7%) toegenomen.

De bevolkingsdichtheid van Mansalay was ten tijde van de laatste census, met 43.974 inwoners op 446,62 km², 98,5 mensen per km².